# Polymerové bankovky

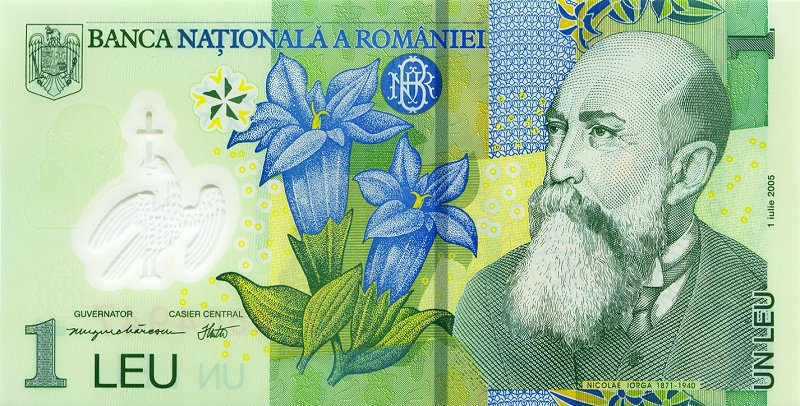
Rumunská polymerová bankovka v hodnotě 1 leu

Polymerové bankovky jsou bankovky vyrobené z polymeru (konkrétně z biaxiálně orientovaného polypropylenu). Oproti papírovým bankovkám obsahují bezpečnostní prvky nezvyklé pro papírová platidla (hologram, průhledné políčko). Další výhodou těchto bankovek je jejich zvýšená odolnost proti poškození, což zvyšuje jejich životnost (odolávají vyšším teplotám nebo namočení). Díky delší životnosti se tak snižuje nutnost časté obměny nejpoužívanějších bankovek.

## Státy užívající polymerové bankovky
První zemí na světě, která zavedla polymerové bankovky, se v roce 1988 stala Austrálie.
Další země užívající polymerové bankovky jsou (podle abcedy):
- Brunej
- Fidži
- Gambie
- Chile
- Kanada
- Kapverdy
- Maledivy
- Mauricius
- Nikaragua
- Nový Zéland
- Papua Nová Guinea
- Rumunsko
- Singapur
- Spojené království (bankovky Bank of England a skotských bank)
- Thajsko
- Trinidad a Tobago
- Vietnam
- atd.